# Кебрада-Ель-Сенсо

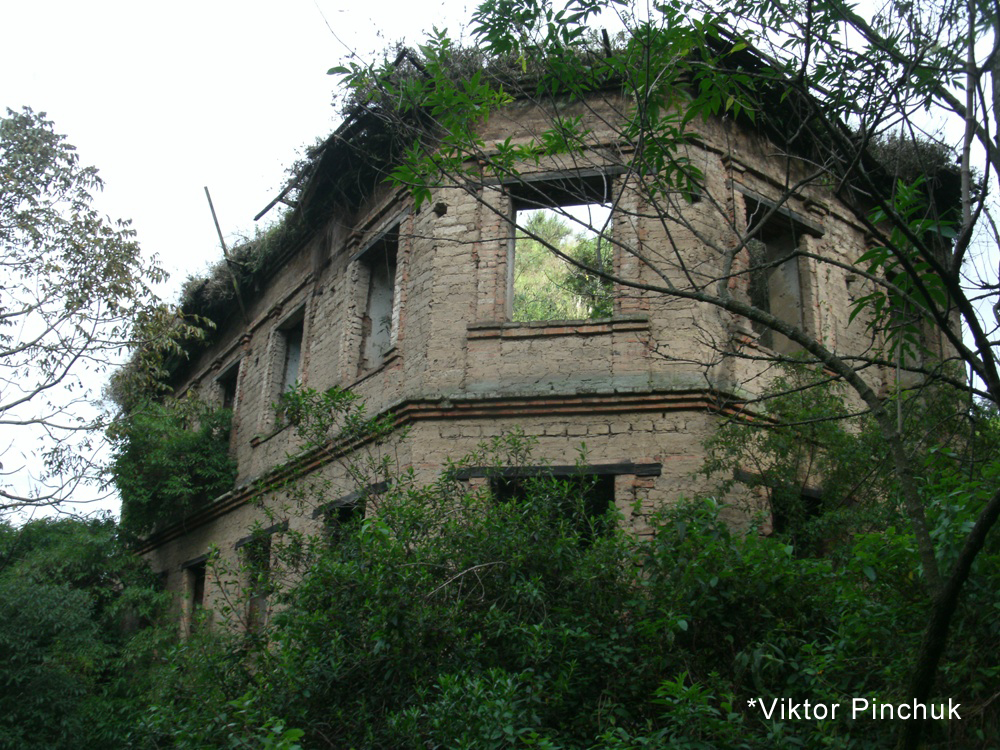
Кебрада-Ель-Сенсо, руїни

Кебрада-Ель-Сенсо   (ісп. Quebrada el Censo) — поросла густою рослинністю лощина в столиці Еквадору. 
 Знаходиться в південній частині Кіто;  провінція Пічінча (ісп. Provincia de Pichincha), адміністративний район Мануела Каньісарес (ісп. Manuela Cañizares). 

## Історія
У 1906 році тут було побудовано перше в Кіто зерносховище і борошномельний завод, що з часом викликало безладне зростання міського населення, породжуючи різні соціальні проблеми.

## Сучасний стан
В даний час природний простір гігантського яру надано самому собі. Руїни зернопереробного заводу та інших будівель занедбані і вкрилися рослинністю. Бездомні використовують зруйновані від часу будівлі як укриття. Місце має погану славу у зв'язку з тим, що іноді тут ховаються дрібні вуличні злочинці і порушники правопорядку. 

## Перспектива
Розроблено попередній проект розвитку культурно-рекреаційного парку вздовж річки Махангара (ісп. Machángara); планується відновлення існуючих будівель, що вважаються вотчинними, з наданням їм права інклюзивного використання; буде приділено увагу дизайну просторів, що містять природну рослинність регіону, з упором на збереження і відновлення природи.

## Галерея

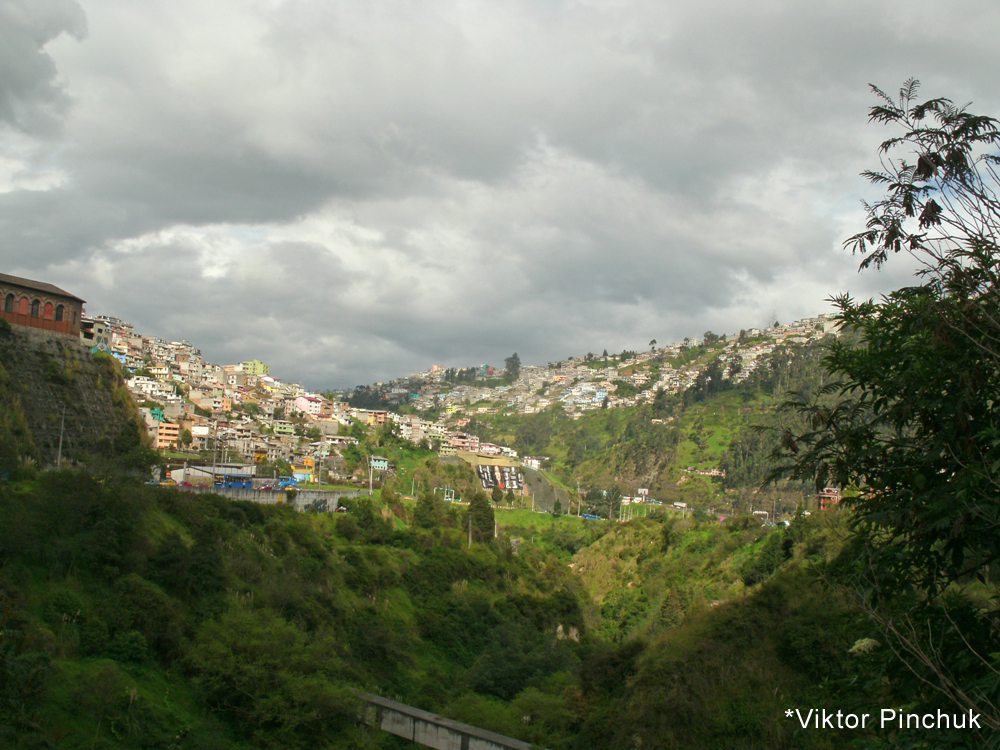
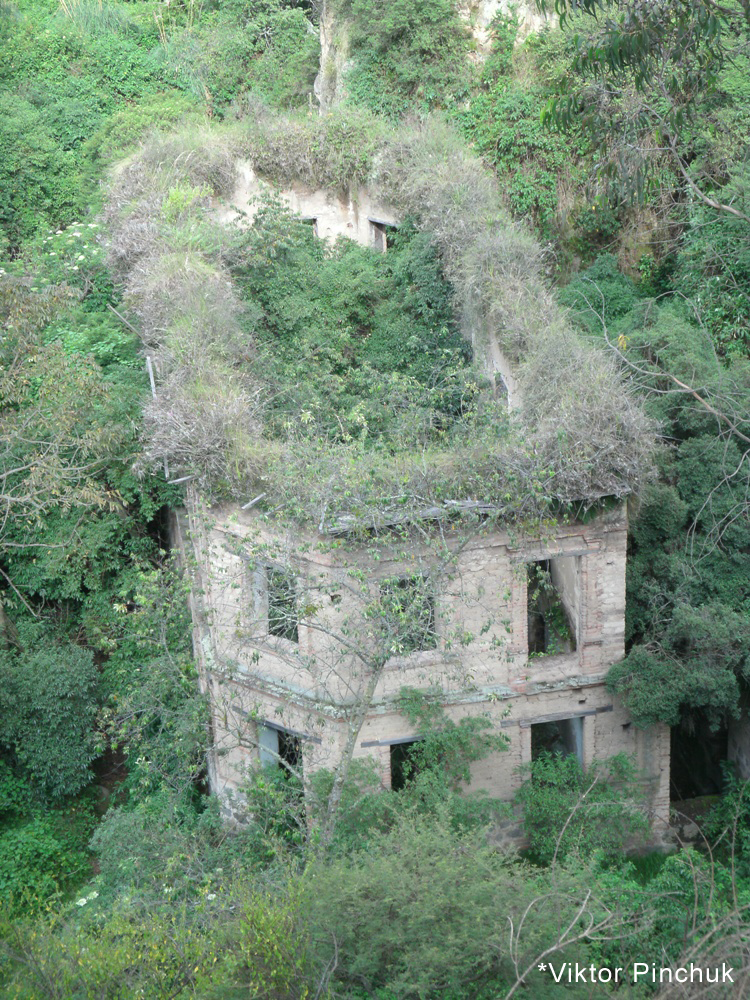
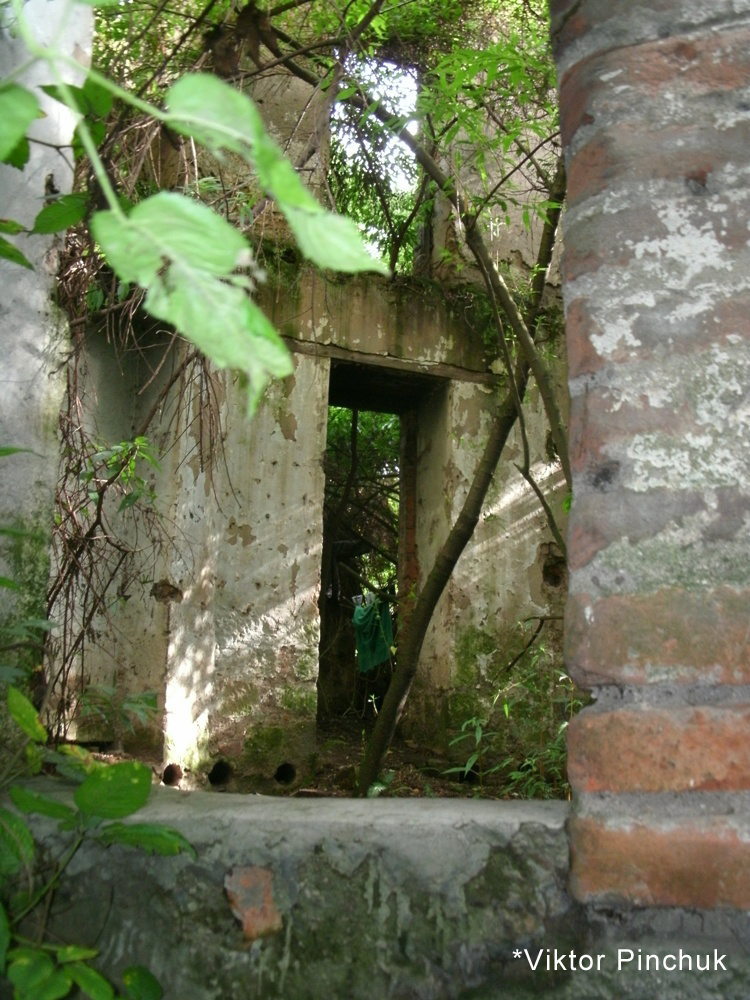
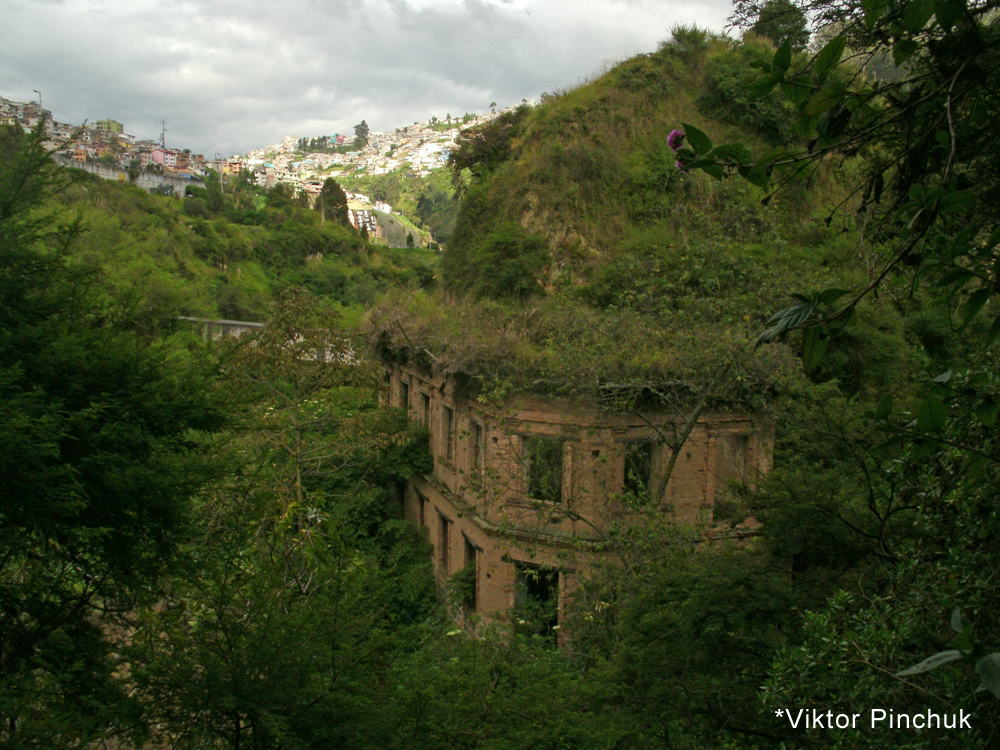

0°13′53″ пд. ш. 78°30′25″ зх. д. / 0.23133° пд. ш. 78.5069° зх. д.